# Rudolf Nilsson
Nils Rudolf Nilsson, född 29 mars 1909 i Lund, död 30 juni 1976 i Höganäs, var en svensk skulptör.
Han var son till lantbrukaren August Theodor Nilsson och Sigrid Julia Kristensson. Nilsson studerade för Georg Kaplja i Stockholm 1942-1943 och vid Essem-skolan i Malmö 1949-1950 samt under en studieresa till Italien. Tillsammans med Agne Aronsson ställde han ut i Kristianstad och Trollhättan 1953 och tillsammans med Holger Karlsson i Vänersborg och Trollhättan 1955. Han medverkade i samlingsutställningar med konstnärsgruppen Septembergruppen och Göta-Älvdalens konstförening. Han etablerade en egen ateljé i Höganäs och där skapade sina arbeten som består av porträtt, figurer och reliefer i brons, lera, gips och stengods samt urnor i sten. Nilsson är representerad vid vägförvaltningen i Vänersborg med ett flickhuvud i stengods.